# Thunderbolt (DC Comics)
Pour les articles homonymes, voir Thunderbolt.
Thunderbolt (ou Peter Cannon), est un personnage de comics créé par Pete Morisi pour Charlton Comics. Les droits du super-héros seront plus tard acquis par DC Comics, puis retournés à son créateur.

## Charlton Comics
Le personnage est apparu pour la première fois dans Peter Cannon ... Thunderbolt #1 (janvier 1966).

## DC Comics
Après la vente des droits de ces personnages par Charlton Comics à DC Comics en 1983, le personnage est réapparu, durant Crisis on Infinite Earths et a connu sa propre mini-série de 12 numéros de septembre 1992 à août 1993.